# Owenus cingulatus
Owenus cingulatus är en stekelart som först beskrevs av Joseph Kriechbaumer 1894.  Owenus cingulatus ingår i släktet Owenus och familjen brokparasitsteklar. Inga underarter finns listade i Catalogue of Life.